# Salmo 1

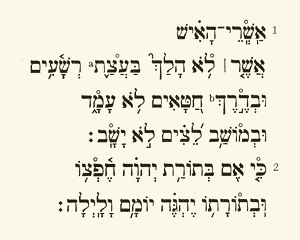
Salmo 1 no original hebraico com nikud (pontos vogais intercalares)

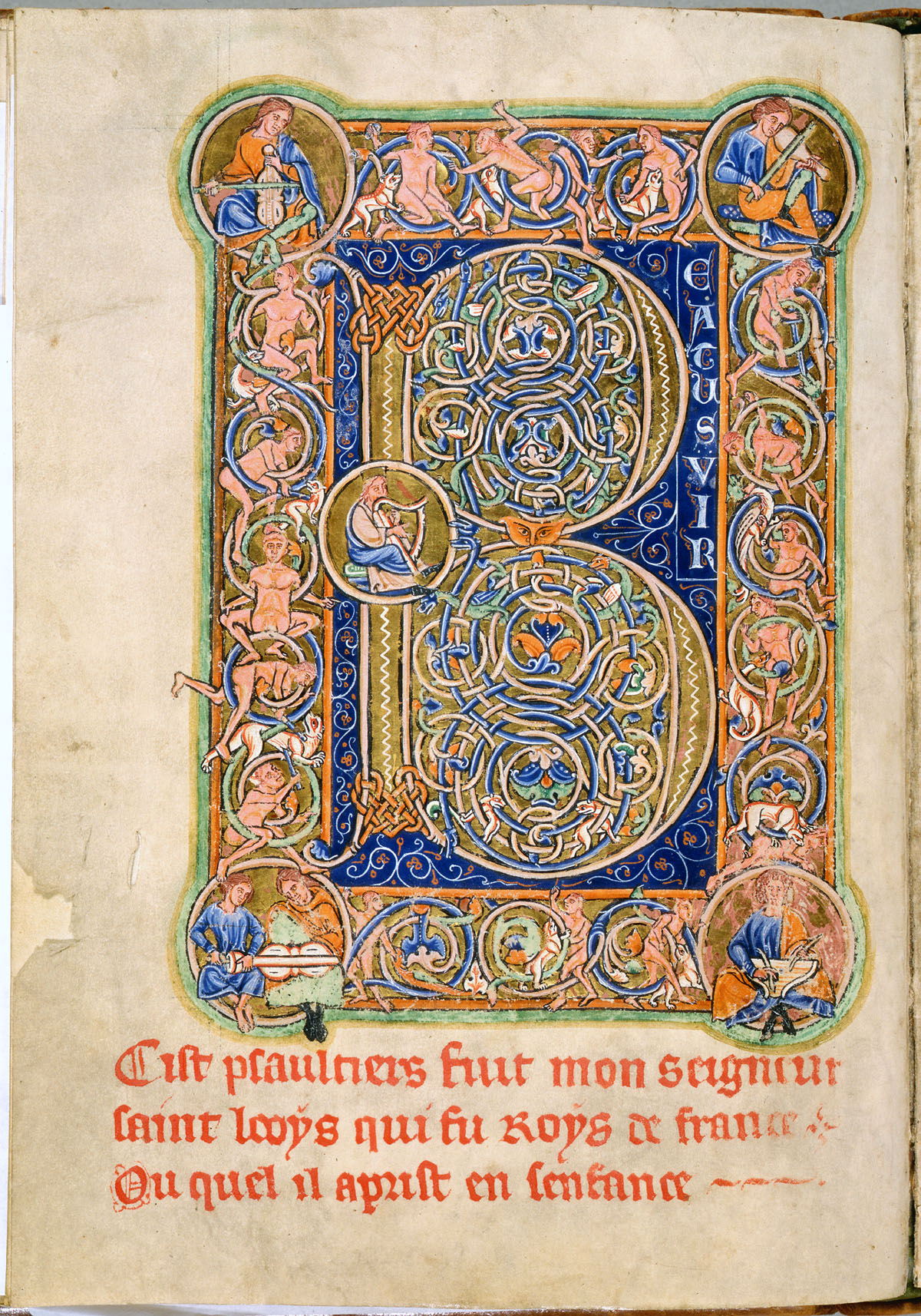
Grande Beatus inicial de Leiden Saltério de São Luís

Salmo 1 é o primeiro dos Salmos na Bíblia hebraica.
Como muitos dos salmos, ele contrasta a pessoa do "justo" (tzadik צדיק) com a do "ímpio" ou "ímpios" (rasha` רשע) ou, ainda, do "pecador" (chatta'  חטא). A pessoa justa é aquela que tem o cuidado de conhecer as leis de Deus e por isso tem bom senso e bom juízo, e evita a má companhia. O resultado é a capacidade de resistir ao momentos difíceis na vida apoiada na proteção de Deus. Por outro lado, o mau comportamento da pessoa torna-a vulnerável aos desastres, como a pragana, soprada para longe com o vento. O ponto em que o ímpio e o justo não se misturam no julgamento é claramente indicado pelo escritor. O caminho que o ímpio tem escolhido leva à destruição, e, no juízo há que receber as naturais consequências dessa escolha.
Beatus vir, "bem-aventurado o homem ..." em latim, são as primeiras palavras da Versão Vulgata da Bíblia de dois salmos, Salmo 1 e Salmo 112 (111). No manuscrito iluminado (com iluminuras),  no saltério, a letra inicial de cada salmo foi grafada, foi desenhada, tradicionalmente, com uma grande Beatus inicial para o "B" de "Beatus", e as duas primeiras palavras são, muitas vezes, muito maiores do que o resto do texto. Entre elas, estas, muitas vezes, ocupam até uma página inteira. Beatus iniciais têm sido importantes no desenvolvimento do manuscrito de pintura, como a localização de vários desenvolvimentos no uso de iniciais como o foco da pintura.

## Texto integral
Salmo 1

1 Abençoado com felicidade é o homem que não segue o conselho dos ímpios, não se deixa influenciar pela conduta dos pecadores, nem se assenta na reunião dos zombadores.

2 Ao contrário: sua plena satisfação está na lei do SENHOR, e na sua lei medita, dia e noite!

3 Ele é como a árvore plantada à margem de águas correntes: dá fruto no tempo apropriado e suas folhas não murcham; tudo quanto realiza prospera!

4 Não é o que ocorre com os ímpios! Ao contrário: são como a palha que o vento carrega.

5 Por isso os ímpios não sobreviverão ao Julgamento, nem os pecadores na congregação dos justos.

6 Pois conhecer o SENHOR é o caminho dos justos; o caminho dos ímpios, porém, conduz à destruição. Bíblia "King James"

## Fundamentos
O Livro de Salmos subdivide-se em 5 partes. O salmo 1 é parte da primeira parte, que inclui salmos 1 a 41. Ele tem sido considerado como o início da primeira parte, em algumas traduções, nalgumas, contado como um prólogo, e ainda noutras, Salmos 1 aparece combinado com o Salmo 2.
Patrick D. Miller sugere que o Salmo 1 "define a agenda para o Saltério, através de sua "identificação do caminho dos retos e o caminho dos ímpios, bem como os seus respectivos destinos", repousando "sua ênfase na Torá, a alegria de estudar e de seus benefícios para aqueles que o fazem". Stephen Dempster sugere que o salmo serve também como uma introdução aos Escritos, a terceira seção do Tanakh. Dempster aponta as semelhanças entre Salmo 1: 2-3 e Josué 1: 8-9 (o primeiro capítulo dos Profetas) – em ambas as passagens, aquele que medita na lei prospera:
Este Livro da Lei não se aparte da tua boca, mas tu deves meditar nela de dia e de noite, para que tenhas cuidado de fazer conforme tudo o que nele está escrito. Porque então farás prosperar o teu caminho, e então serás bem-sucedido.

## Partes

### Justo
1 Abençoado com felicidade é o homem que não segue o conselho dos ímpios, não se deixa influenciar pela conduta dos pecadores, nem se assenta na reunião dos zombadores.

2 Ao contrário: sua plena satisfação está na lei do SENHOR, e na sua lei medita, dia e noite!

3 Ele é como a árvore plantada à margem de águas correntes: dá fruto no tempo apropriado e suas folhas não murcham; tudo quanto realiza prospera!
Salmo 1: 1–3
Vários atributos de um homem justo são descritos no Salmo 1. Um homem justo não ouve os conselhos de um homem mau, nem sequer socializa-se com ele. Um homem justo não se põe a escarnecer ou a zombar de outras pessoas. De acordo com o Livro de Provérbios, os zombeteiros não buscam conselhos sábios,e a resposta de Deus é para zombar deles; em contrapartida, ele dá graça aos humildes.
O homem justo não compartilha do mesmo caminho como o ímpio. No Salmo 23, Davi escreveu uma carta sobre a orientação de Deus nos caminhos da retidão para a orientação de um pastor de suas ovelhas e, no Salmo 25, ele clama compreensão maior a Deus em seu caminho.  No Salmo 119, Davi escreve enfaticamente "odeio todo caminho errado", isto é, caminhos que se desviam dos caminhos de Deus O homem justo não apenas ignora o conselho dos ímpios; ele estuda a lei de Deus todos os dias, para sua orientação e compreensão. No Salmo 119, Davi refere-se à palavra do Senhor como luz, revelando o caminho da vida. Ele é feliz estudando a lei.
O homem justo é comparado a uma árvore plantada junto a um córrego. A sua colheita é abundante, e tudo que ele faz prospera. O profeta Jeremias escreveu uma passagem semelhante: "Mas bendito é o homem que confia no SENHOR DEUS, cuja confiança n'Ele está. Ele será como uma árvore plantada junto às águas, que envia as suas raízes para o ribeiro". Ele esclareceu: "não tem medo quando o calor vem; as suas folhas estão sempre verdes. Ele não se preocupa em um ano de seca e nunca deixa de dar fruto." Jeremias ensina que uma vantagem de se confiar no SENHOR DEUS foi a capacidade de suportar tempos difíceis. Alguns comentaristas têm também interpretado que isso significa que as ações do homem justo (o fruto) são uma representação consistente da sua fé professada.

### Ímpios
4 Não é o que ocorre com os ímpios! Ao contrário: são como a palha que o vento carrega.

5 Por isso os ímpios não sobreviverão ao Julgamento, nem os pecadores na congregação dos justos.

6 Pois conhecer o SENHOR é o caminho dos justos; o caminho dos ímpios, porém, conduz à destruição.
Salmo 1: 4–6
A palavra ímpio ou "mau" refere-se a pessoas que quebram os mandamentos de Deus. Ele se refere a uma pessoa cuja mente está voltada para a prática de delitos e que se dá para os impulsos do mal. "Pecador" refere-se àquele que pecou na presença do Senhor e que são impuros, banido de entre o povo Israelita. Os ímpios são vulneráveis a destruição, em tempos difíceis. Eles são comparados a palha soprando para longe com o vento. Os ímpios não precisam ser julgados, pois eles já escolheram o seu caminho.

### Atributos de Deus
6 Pois conhecer o SENHOR é o caminho dos justos; o caminho dos ímpios, porém, conduz à destruição.
YHWH (renderizada "O LORD" na KJV) é especificamente mencionado neste fechamento do Salmo 1. Ele abençoa aqueles que são justos e andar em seus caminhos. O Senhor faz com que a pessoa justa para deleitar-se em sua lei. Ele odeia o ímpio e quer que o seu povo para ficar separados. O Senhor vai certifique-se de que os justos são tratados. O Senhor torna-se de que os caminhos dos homens ímpios irão morrer com eles e não ser passado para os justos gerações. O Senhor que vigia a homens justos, mas ele não protege os ímpios desde o fim natural de suas escolhas.

## Arranjos e desempenhos
Muitas pessoas diferentes têm conectado a música para as palavras do salmo. John Milton, poeta inglês, traduziu Salmo 1 em versículo inglês em 1653. Robert Burns, poeta escocês, escreveu-lhe uma paráfrase, referindo-se a "o homem, na vida, onde quer plac'd... que não anda no caminho dos ímpios!"
Kim Hill, artista musical, tem uma canção chamada "Salmo 1".
O versículo 1 é encontrado em Pirkei Avot Capítulo 3, n.º 3.